# 3657 Ermolova
A 3657 Ermolova (ideiglenes jelöléssel 1978 ST6) a Naprendszer kisbolygóövében található aszteroida. Ljudmilla Vasziljevna Zsuravljova fedezte fel 1978. szeptember 26-án.